# Атон
Ато́н — солнечный диск, божество, зримая форма Ра или Ра-Хорахте. Фараон XVIII династии Эхнатон в своё правление провозгласил культ Атона.

## Мифология

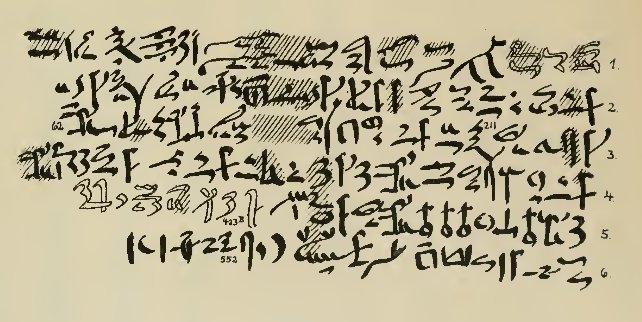
Отрывок Берлинского папируса 10499, в котором записано начало рассказа «Сказание Синухе»

Первые упоминания о боге Атоне восходят к временам XII династии в древнеегипетском рассказе «Сказание Синухе». В этом рассказе умерший царь описывается как бог, поднимающийся к небесам, затем он объединяется с солнечным диском, и его божественное тело сливается с его создателем. Аналогичным образом термин «серебро Атона» иногда используется для обозначения луны. Солнечному богу Атону поклонялись во времена правления Аменхотепа III, когда его изображали в виде человека с головой сокола, так же как и Ра. В годы царствования Аменхотепа IV (преемника Аменхотепа III) Атон стал главным богом государственной религии египтян. После этого Аменхотеп IV сменил своё имя на Эхнатон, чтобы показать свою тесную связь с новым верховным божеством.

## Изображение

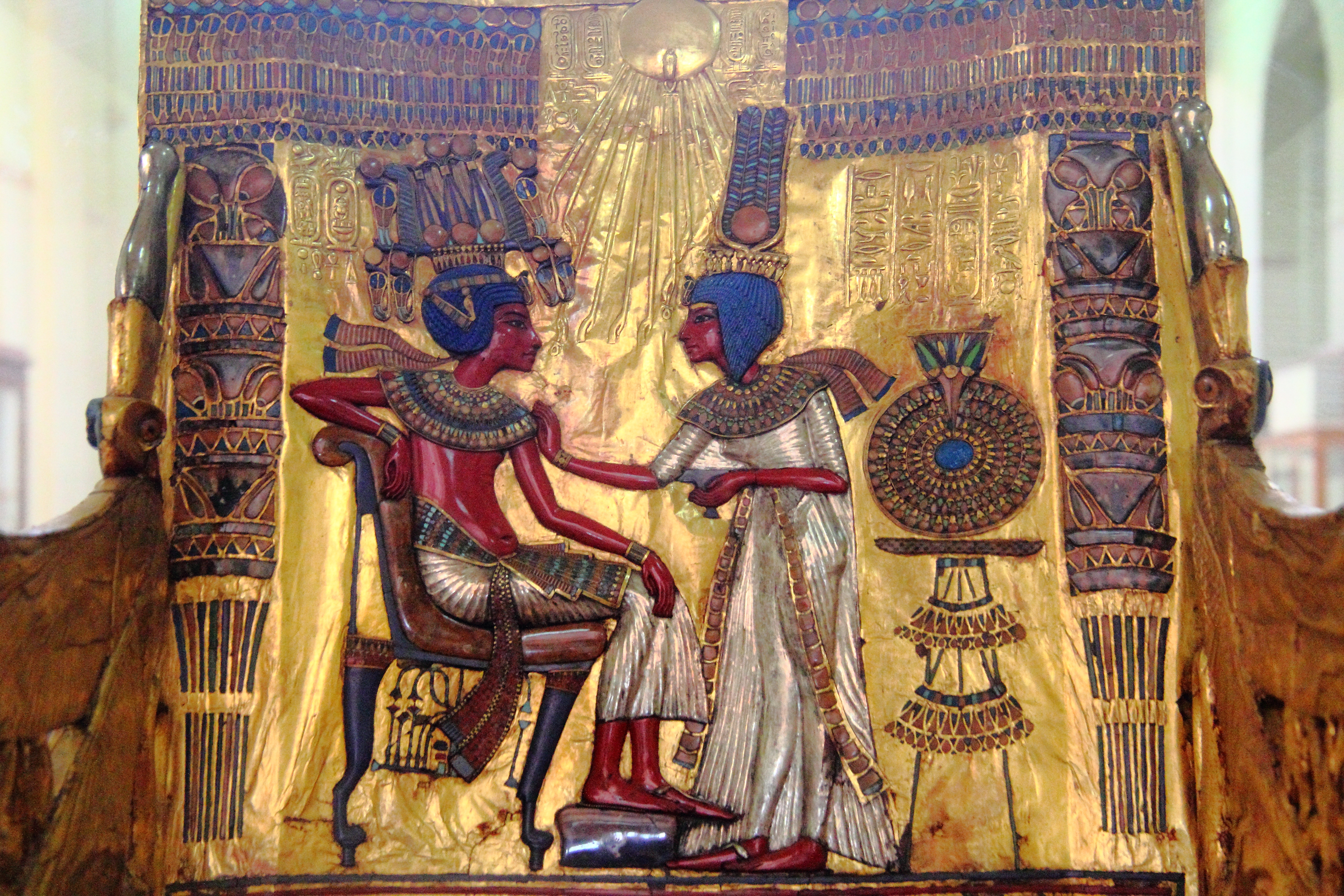
Изображение Атона над царственной четой Тутанхамона и Анхесенамон. Кресло из гробницы KV62, экспонат Каирского музея

В отличие от других богов, Атон не был антропоморфным (человекообразным). Его изображали в виде солнечного диска с простирающимися от него лучами, которые заканчивались кистями рук, иногда протягивающими символ жизни анх.
Одно из известнейших изображений этого бога находится на спинке золотого трона Тутанхамона.

## Культ
Центром почитания Атона были Фивы и позже Ахетатон.

### Атонизм

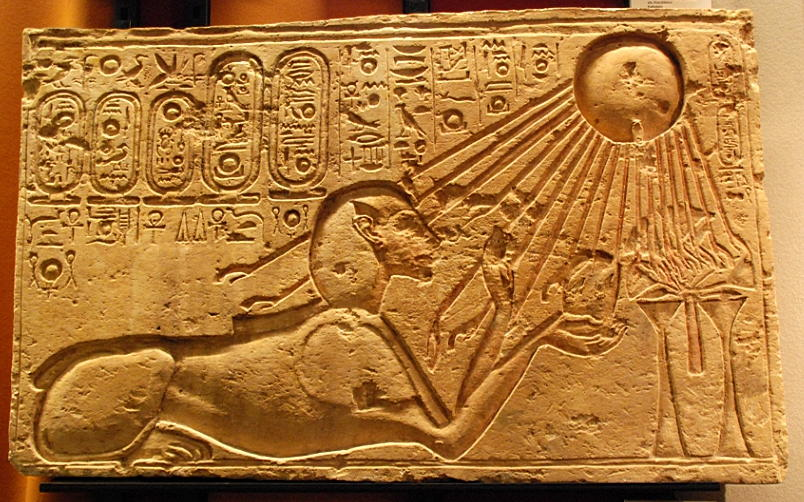
Эхнатон в образе сфинкса поклоняется Атону. Слева картуши с именами Атона и Эхнатона

Культ Атона был введён Аменхотепом IV на пятом году его правления (1348—1346 годы до н. э.), и статус Атона возвысился до уровня высшего божества; однако после этого всё ещё продолжалось поклонение традиционным богам. Внимание другим божествам уделялось значительно меньше, что изменило экономическое положение в стране, особенно в культовом центре Амона — Фивах. Здесь имя Амона сбивалось с фресок, что вводило в гнев некогда могущественных жрецов Амона.
На 5 год правления фараон сменил своё имя Аменхотеп («Амон доволен») на Эхнатон («Полезный для Атона») и начал строительство новой столицы — Ахетатона («Горизонт Атона»), ставшей также культовым центром Атона. Здесь Атону были посвящены храмы, называемые археологами Большой храм Атона (Пер-Атон «Дом Атона») и Малый храм Атона (Хут-Атон «Дворец Атона») для личного пользования фараона. Отличительной особенностью амарнской архитектуры был Gem-Pa-Aten («Найденный Атон») — отказ от крыши, поддерживаемой многочисленными колоннами, чтобы сделать общение с солнечным божеством более открытым и прямым. При этом Большой храм Атона со святилищами так и не был окончательно достроен.
Атон сочетает в себе черты мужского и женского божества одновременно. Всё созданное, как считалось, произошло от бога и в то же время существует внутри него. Его имя записывали внутри картуша, подобно тому, как записывали имя фараона, чего не наблюдалось в случае с другими богами. В «Гимне Атону» Ра-Хорахте, Шу и Атон объединены в единого бога-творца.
После смерти Эхнатона на введённый им культ был наложен запрет, и верховным божеством поклонения вновь стал Амон. Однако вероятно, что культ Атона не исчез сразу — идеи Эхнатона поддерживались рядом людей ещё на протяжении одного поколения.

### Вопрос монотеизма
В среде исследователей существует мнение о тождественности религиозной реформы Эхнатона появлению первого монотеизма.
Зигмунд Фрейд в работе «Моисей и монотеизм» высказал мнение, что культ Атона наложил серьёзный отпечаток на формирование и развитие иудейского монотеизма и предшествовал его появлению, поскольку ветхозаветный пророк Моисей, проживавший на территории Древнего Египта предположительно во время правления Эхнатона, мог воспринять многие идеи местного религиозного культа (Адонай).
Другие считают, что Эхнатон практиковал единый культ (генотеизм или монолатрия) Атона не потому, что не верил в существование других богов, а потому, что воздерживался от поклонения любым богам, кроме Атона. Реформа Эхнатона была не только религиозной, но также культурной, всеохватывающей, созданной инициативой самого Эхнатона.

## Царские титулы

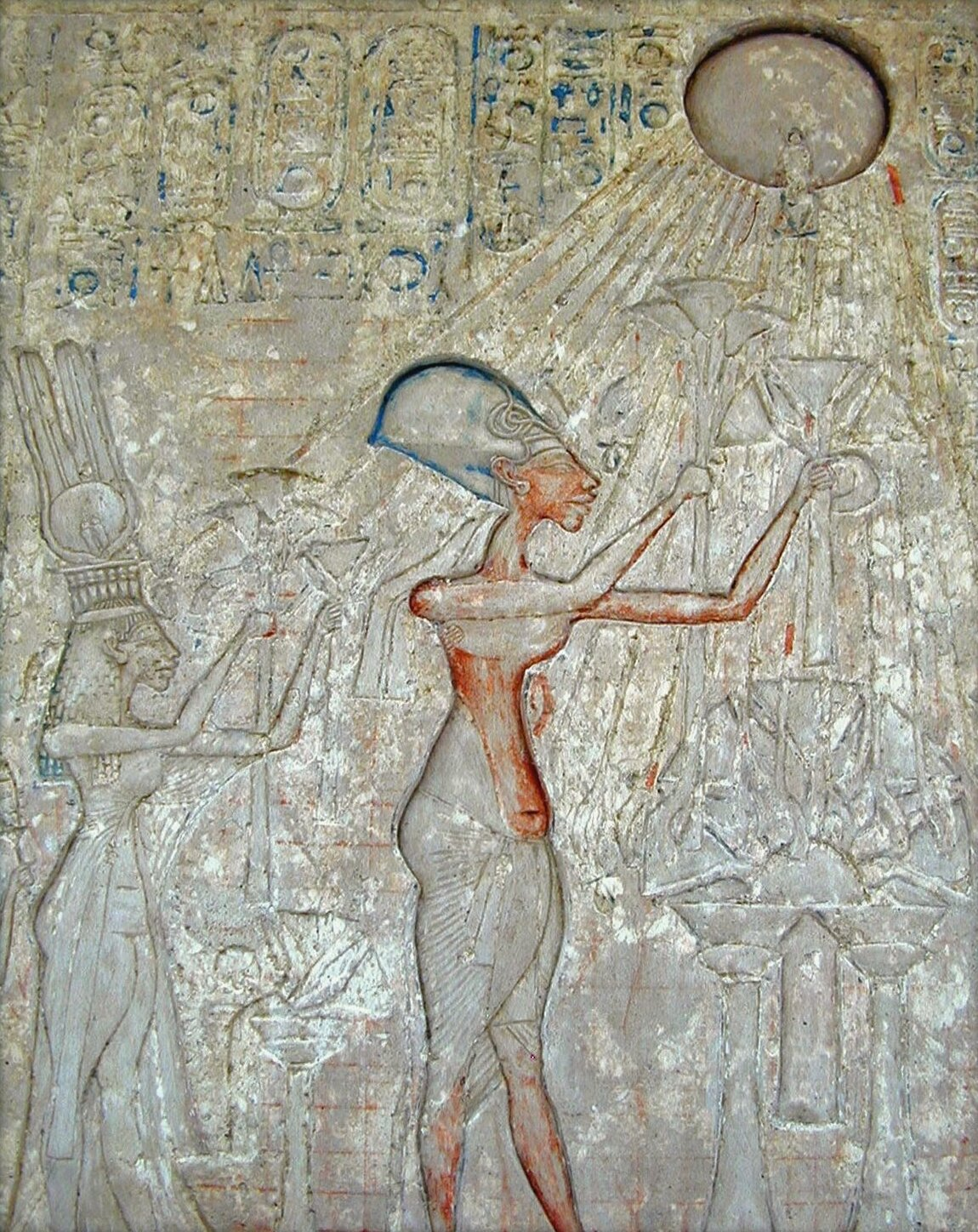
Фараон Эхнатон и Нефертити совершают подношения Атону. Каирский музей

В период Амарны имя Атон являлось царским титулом (так как он считался царём всех) и записывалось в картуше. Существовали две формы этого титула: в первой были имена других богов, а во второй форме было больше «особенностей», присущих самому Атону. Ранней формой было имя Ра-Хорахти, то есть «тот, кто радуется горизонту»; имя Шу также имело отношение к Атону. Поздней формой было имя Ра, который управлял двумя горизонтами, и тот, кто радовался горизонту; свет в его имени был Атоном.

### Варианты перевода
- Высокий и низкий рельефы, на которых изображён Атон, показывали его с изогнутой поверхностью, поэтому позже учёный Хью Нибли выдвинул предположение, что правильным переводом может быть не диск, а шар или сфера, то есть «солнечный шар» вместо солнечного диска.
- Возможно, что трёхмерная сферическая форма Атона изображала глаз Гора или Ра. В другой монотеистической религии, зороастризме, солнце называли глазом Ахура Мазды.

Эти две теории совместимы друг с другом, так как глаз имеет шарообразную форму.

## Имена, производные от Атона
- Ахетатон: «Горизонт Атона»; город-столица, построенный Эхнатоном. Находится в регионе, известном как Амарна.
- Эхнатон: «Угодный Атону».
  - Меритатон: «Возлюбленная Атона».
  - Макетатон: «Смотрящая на Атона» или «Защищённая Атоном».
  - Анхесенпаатон: «Она живёт для Атона».
  - Нефернефруатон-ташерит «Прекрасное совершенство Атона»-младшая.
- Бакетатон: «Служительница Атона».
- Нефернефруатон: «Прекрасное совершенство Атона».
- Паатонемхеб: «Празднование Атона».
- Тутанхатон: «Живое подобие Атона».

### На немецком языке
- Dieter Arnold: Die Tempel Ägyptens. Götterwohnungen, Baudenkmäler, Kultstätten. Bechtermütz, Zürich 1992, ISBN 3-86047-215-1.
- Jan Assmann: Ägypten. Theologie und Frömmigkeit einer frühen Hochkultur. 2. Auflage, Kohlhammer, Stuttgart/ Berlin/ Köln 1991, 3-17-011768-8.
- Jan Assmann: Theologie und Weisheit im alten Ägypten. Fink, München 2005, ISBN 3-7705-4069-7.
- Hans Bonnet: Lexikon der Ägyptischen Religionsgeschichte. 3. unveränderte Auflage, Nikol, Hamburg 2000, ISBN 3-937872-08-6.
- Emma Brunner-Traut: Die Stifter großer Weltreligionen. Herder, Freiburg i.B. 2007, ISBN 3-451-05937-1.
- Sir Alan Gardiner: Geschichte des Alten Ägypten. Eine Einführung. Weltbild, Augsburg 1994, ISBN 3-89350-723-X.
- Wolfgang Helck: Politische Gegensätze im alten Ägypten. Ein Versuch. In: Hildesheimer ägyptologische Beiträge. (HÄB) Bd. 23, Gerstenberg, Hildesheim 1986.
- Erik Hornung: Monotheismus im pharaonischen Ägypten. In: O. Keel (Hrsg.): Monotheismus im Alten Israel und seiner Umwelt (= Biblische Beiträge. Bd. 14). Fribourg (Schweiz) 1980.
- Erik Hornung: Echnaton. Die Religion des Lichts. 2. Auflage, Artemis & Winkler, Düsseldorf/ Zürich 2001, ISBN 3-7608-1223-6.
- Manfred Lurker: Lexikon der Götter und Symbole der alten Ägypter. Scherz, Frankfurt a.M., ISBN 3-502-19420-3.
- Dominic Montserrat: Akhenaten. History, Fantasy and ancient Egypt. Routledge, London 2000, ISBN 0-415-18549-1.
- Nicholas Reeves: Echnaton. Ägyptens falscher Prophet (Kulturgeschichte der antiken Welt. Bd. 91). von Zabern, Mainz 2002, ISBN 3-8053-2828-1.
- Hermann A. Schlögl: Echnaton. Beck, Frankfurt a.M. 2008, ISBN 3-406-56241-8.